# Honório Carneiro Leão
Honório Hermeto Carneiro Leão, el Marqués de Paraná (11 de enero de 1801 – 3 de septiembre de 1856) fue un político, diplomático, juez y monárquico brasileño durante el período del Imperio del Brasil (1822-1889). Como cofundador del Partido Conservador, defendió el liberalismo, excepcionalismo, autoridad estatal y una monarquía parlamentaria representativa. Paraná había sido formado en los principios de su partido por Bernardo Pereira de Vasconcelos, quien era conocido por su capacidad intelectual y liderazgo.
Paraná nació en una noble familia de São Carlos do Jacuí, en lo que entonces era la capitanía de Minas Gerais. Tras asistir a la Universidad de Coímbra en Portugal, fue nombrado juez en 1826 y, posteriormente, ascendido al tribunal de apelación. En 1830, fue elegido para representar a Minas Gerais en la Cámara de Diputados de Brasil; fue reelegido en 1834 y 1838, con lo cual mantuvo el cargo por diez años. Sus habilidades de liderazgo natural lo convirtieron en uno de los políticos más influyentes del país. Después de la abdicación de Pedro I en 1831, la regencia creada para gobernar Brasil durante la minoría de edad del hijo del emperador, Pedro II de Brasil, pronto fue disuelta en medio del caos. Paraná y la firme e incondicional defensa de su partido del orden constitucional permitió que el país avanzara más allá de una regencia plagada de disputas facciosas y rebeliones, que podrían haber conducido fácilmente a la dictadura o al desmembramiento de la nación.
Nombrado presidente de la provincia de Río de Janeiro en 1841, Paraná ayudó a sofocar una rebelión encabezada por el opositor Partido Liberal el año siguiente. También en 1842, fue elegido senador por Minas Gerais e incluido en el Consejo del Estado por Pedro II. En 1842, se convirtió en el primer Presidente del Consejo de Ministros de Brasil de facto, al mismo tiempo que fungía como Ministro de Justicia (un cargo que ejerció brevemente en 1833), pero perdió el cargo tras una disputa con el Emperador.
Luego de años en la oposición, en 1849, el gobierno nacional nombró a Paraná presidente de la provincia de Pernambuco para investigar una rebelión liberal que había tenido lugar un año antes y urgía que los rebeldes recibir un juicio justo. Con la nación pacificada a nivel interno, fue enviado a Uruguay en 1851 para establecer una alianza entre Brasil y dicho país, así como con las provincias argentinas rebeldes de Corrientes y Entre Ríos contra la Confederación Argentina, liderada por el dictador Juan Manuel de Rosas. En 1853, Paraná fue nombrado presidente del Consejo de Ministro y encabezó un gabinete bastante exitoso, al que se le atribuyeron varias reformas fundamentales. El 3 de septiembre de 1856, mientras aún estaba en el cargo, falleció inesperadamente a causa de un cuadro febril desconocido. Hasta el día de hoy, es considerado uno de los políticos más influyentes de su época y uno de los grandes estadistas en la historia de Brasil.

## Títulos y honores

Escudo de armas del Marqués de Paraná: las armas de las familias Neto y Carneiro. Su lema era Cor unum via una ("Un corazón, un camino").

### Nobleza
- Vizconde de Paraná el 10 de julio de 1852.[6][7]
- Marqués de Paraná el 2 de diciembre de 1854.[8][7]

### Otros
- Miembro del Consejo del Estado brasileño.
- Miembro del Instituto Histórico y Geográfico Brasileño.[4]

### Honores
- Caballero gran cruz de la Orden Imperial de Cristo, otorgada el 18 de marzo de 1851.[6]
- Caballero gran cruz de la Orden de Nuestra Señora de la Concepción de Villaviciosa, concedida el 26 de enero de 1856.[6]
- Caballero de la Orden del Águila Blanca rusa.[6]
- Oficial de la Orden de la Cruz del Sur brasileña, otorgada el 10 de agosto de 1841.[6]
- Oficial de la Orden de la Rosa brasileña.[4]